# Nomophila absolutalis
Nomophila absolutalis är en fjärilsart som beskrevs av Dyar 1914. Nomophila absolutalis ingår i släktet Nomophila och familjen Crambidae. Inga underarter finns listade i Catalogue of Life.